# Ашимов Байкен Ашимович
Байкен Ашимович Ашимов (каз. Бәйкен Әшімұлы Әшімов; 10 серпня 1917, аул Шабакбай Айиртауской волості Кокчетавського повіту, тепер району імені Габіта Мусрепова Північноказахстанської області, Республіка Казахстан — 5 лютого 2010, місто Алмати, Республіка Казахстан) — радянський партійний і державний діяч, голова Ради міністрів Казахської РСР (1970—1984), голова Президії Верховної Ради Казахської РСР (1984—1985). Член ЦК КПРС у 1971—1986 роках. Депутат Верховної Ради СРСР 8—11-го скликань. Герой Соціалістичної Праці (9.08.1977).

## Життєпис
Народився в селянській родині Казах. З 1932 року працював у залізничному депо міста Кокчетава.
У 1932—1935 роках навчався у Петропавловському залізничному фабрично-заводському училищі на слюсаря, потім (у 1935—1938 роках) — в Ленінському агрономо-зоотехнічному сільськогосподарському технікумі.
У 1938 році працював завідувачем відділу політичного навчання Ленінського районного комітету комсомолуПівнічноказахстанської області. У тому ж році був призваний на службу в Червону армію в Київський військовий округ. 18 червня 1941 року був демобілізований, з 1941 по 1942 рік працював учителем середньої школи в селі Казгородок Айиртауського району Кокшетауської області.
З 1942 по 1945 рік — у Червоній армії. Під час німецько-радянської війни: служив заступником командира роти з політичної частини 1232-го стрілецького полку 370-ї стрілецької дивізії Північно-Західного фронту, а також інструктором політвідділу 76-ї стрілецької дивізії 1-го Білоруського фронту. Зазнав двох поранень. З війни повернувся у званні капітана. Був нагороджений орденом Червоної Зірки, двома орденами Вітчизняної війни 1-го ступеня, медаллю «За бойові заслуги». За участь у визволенні Польщі (форсування річки Вісла та звільнення містечка Прага) був нагороджений польським орденом «Virtuti Militari».
У 1945—1948 роках обіймав посаду секретаря райвиконкому, після чого став заступником голови виконавчого комітету Айртауської районної ради депутатів трудящих Кокчетавської області, у 1948—1950 роках — 2-м секретарем Айиртауського районного комітету КП(б) Казахстану. У 1950—1952 роках — завідувач Зерендинського районного сільськогосподарського відділу Кокчетавської області, у 1952—1955 роках — 1-й заступник начальника Кокчетавського обласного управління сільського господарства.
У 1955—1957 роках навчався в Ленінградському інституті прикладної зоології й фітопатології. У 1957—1959 роках — 1-й заступник начальника Кокшетауського обласного управління сільського господарства.
1959 року був призначений на посаду завідувача сільськогосподарського відділу Кокчетавського обласного комітету КП Казахстану. З листопада 1959 по 1961 рік — 2-й секретар Кокчетавського обласного комітету КП Казахстану.
У 1961 — січні 1963 року — голова виконавчого комітету Карагандинської обласної ради депутатів трудящих.
У січні 1963 — грудні 1964 року — 1-й секретар Карагандинського обласного комітету КП Казахстану.
У грудні 1964 — січні 1968 року — голова виконавчого комітету Карагандинської обласної ради депутатів трудящих.
У січні 1968 — квітні 1970 року — 1-й секретар Талди-Курганського обласного комітету КП Казахстану.
1969 року закінчив заочно Вищу партійну школу при ЦК КПРС.
31 березня 1970 — 22 березня 1984 року — голова Ради міністрів Казахської РСР. У той період відбувалось технічне переоснащення підприємств, електрифікація, механізація й автоматизація виробництва, запроваджувались нові технології. Стрімкого розвитку набули транспорт, енергетика, хімічна й легка промисловість, машинобудування.
22 березня 1984 — 27 вересня 1985 року — голова Президії Верховної ради Казахської РСР — заступник голови Президії Верховної ради СРСР.
З вересня 1985 року — персональний пенсіонер союзного значення в місті Алма-Аті (Алмати).
Помер 5 лютого 2010 року. Похований на Кенсайському кладовиші міста Алмати.

## Нагороди і звання
- Герой Соціалістичної Праці (9.08.1977)
- чотири ордени Леніна (27.08.1971; 10.12.1973; 24.12.1976; 9.08.1977)
- орден Жовтневої Революції (3.03.1980)
- два ордени Трудового Червоного Прапора (11.01.1957; 22.03.1966)
- два ордени Вітчизняної війни І ст. (04.10.1944; 11.03.1985)
- орден Червоної Зірки (21.02.1944)
- орден «Віртуті Мілітарі» (Польща)
- орден Отан (Казахстан) (2007)
- орден Парасат (Казахстан) (2001)
- медаль «За бойові заслуги» (20.02.1944)
- медаль «За трудову доблесть» (25.12.1959)
- медалі
- почесний громадянин Північно-Казахстанської області
- почесний громадянин міста Кокшетау